# Simon Islip
Simon Islip (* in Islip nahe Oxford; † 26. April 1366 in Mayfield, Sussex) war Erzbischof von Canterbury (1349–1366) und Lord Privy Seal (1347–1350). Islip ist der Onkel von William Whittlesey, der von 1368 bis 1374 Erzbischof von Canterbury war.